# Anolis barkeri
Anolis barkeri – gatunek jaszczurki z rodziny Anolidae. Endemit Meksyku występujący jedynie w środowiskach niezmienionych działalnością człowieka.

## Systematyka
Gatunek ten opisał w 1939 roku amerykański herpetolog Karl Patterson Schmidt, nadając mu nazwę Anolis barkeri. Później zaliczany bywał też do rodzaju Norops, obecnie uznawanego za młodszy synonim Anolis.
Anolis umieszcza się obecnie w monotypowej rodzinie Anolidae. W przeszłości zaliczano go jednak (podobnie jak Norops) do rodziny legwanowatych (Iguanidae).

## Rozmieszczenie geograficzne
Gatunek ten żyje w południowym Meksyku, dokładniej zaś w obrębie stanów Chiapas, Oaxaca i na południu stanu Veracruz.
Tereny zajmowane przez gada leżą na wysokości nie wyższej niż 500 metrów n.p.m.

## Siedlisko
Zwierzę to nie toleruje środowisk zdegenerowanych działalnością człowieka. Bytuje jedynie w dziewiczych wilgotnych lasach tropikalnych, prowadząc wodny tryb życia.

## Zagrożenia i ochrona
W Czerwonej księdze gatunków zagrożonych IUCN Anolis barkeri jest klasyfikowany jako gatunek narażony (VU, ang. Vulnerable).
Gatunek wydaje się liczny jedynie na terenach nie dotkniętych ręką człowieka. Jego liczebność ulega spadkowi.
Największe zagrożenie dla gatunku stanowi wyręb lasów w celu pozyskiwania drewna oraz na potrzeby rolnictwa. Gatunek podlega w Meksyku ochronie prawnej. Spotyka się go też w kilku obszarach chronionych.